# Bryum lamii
Bryum lamii är en bladmossart som beskrevs av Hermann Johann O. Reimers 1929. Bryum lamii ingår i släktet bryummossor, och familjen Bryaceae. Inga underarter finns listade i Catalogue of Life.